# جورج نوكس
جورج نوكس (بالإنجليزية: George William Knox)‏ (و. 1853 – 1912 م) هو عالم عقيدة، ومبشر، من الولايات المتحدة الأمريكية، توفي عن عمر يناهز 59 عاماً.

## التعليم
تعلم في كلية هاميلتون.